# پارک آلبانی (شیکاگو)
پارک البانی، شیکاگو (به انگلیسی: Albany Park, Chicago) یک منطقهٔ مسکونی در ایالات متحده آمریکا است که در ایلی‌نوی واقع شده‌است.

## خصوصیات
پارک البانی ۵٫۰۰ کیلومترمربع مساحت و ۵۱٬۵۴۲ نفر جمعیت دارد.